# Sub pielea mea
Sub pielea mea (ufficialmente Sub pielea mea #Eroina) è un singolo del gruppo musicale moldavo Carla's Dreams, pubblicato il 20 gennaio 2016 come quinto estratto dal primo album in studio Ngoc.
È stato riconosciuto con un Media Music Award.

## Video musicale
Il video, diretto da Roman Burlaca e girato a Chișinău, è stato reso disponibile in concomitanza con l'uscita del brano attraverso il canale YouTube del gruppo.

## Tracce
Testi di Carla's Dreams, musiche di Alexandru Cotoi e Carla's Dreams.
Download digitale, streaming – 1ª versione
1. Sub pielea mea #Eroina – 3:28

Download digitale, streaming – Adrian Funk Remix
1. Sub pielea mea (Adrian Funk Remix) – 4:35

Download digitale, streaming – Midi Culture Remix
1. Sub pielea mea (Midi Culture Remix) – 3:48

Download digitale, streaming – DJ Dark Remix
1. Sub pielea mea (DJ Dark Remix) – 3:22

Download digitale, streaming – Robert Cristian Remix
1. Sub pielea mea (Robert Cristian Remix) – 2:30

Streaming – 2ª versione
1. Sub pielea mea – 3:28
2. Sub pielea mea (Midi Culture Remix) – 3:48
3. Sub pielea mea (Midi Culture Extended Mix) – 5:08

## Formazione
- Carla's Dreams – voce, produzione
- Alex Cotoi – produzione

## Classifiche

### Classifiche settimanali
| Classifica (2016-25) | Posizione massima |
| -------------------- | ----------------- |
| Bielorussia          | 164               |
| Francia              | 60                |
| Moldavia             | 44                |
| Polonia              | 13                |
| Romania              | 1                 |
| Russia               | 1                 |
| Ucraina              | 8                 |

### Classifiche di fine anno
| Classifica (2016) | Posizione |
| ----------------- | --------- |
| Russia            | 2         |
| Ucraina           | 34        |
| Classifica (2017) | Posizione |
| Polonia           | 96        |
| Russia            | 169       |
| Ucraina           | 155       |

### Classifiche di fine decennio
| Classifica (2010-19) | Posizione |
| -------------------- | --------- |
| Russia               | 189       |

## Date di pubblicazione
| Paese  | Data            | Formato                      | Versione    | Etichetta          | Nota   |
| ------ | --------------- | ---------------------------- | ----------- | ------------------ | ------ |
| Mondo  | 20 gennaio 2016 | Download digitale, streaming | Originale   | Global             | [ 14 ] |
| Mondo  | 20 maggio 2016  | Streaming                    | 2ª versione | SBA, Warner Russia | [ 15 ] |
| Italia | 15 luglio 2016  | Contemporary hit radio       | Originale   | Warner Italy       | [ 16 ] |